# Elise Thorsnes
Elise Hove Thorsnes (* 14. August 1988 in Leikanger) ist eine norwegische Fußballspielerin, die seit 2021 für Vålerenga Oslo in der Toppserien und seit 2006 für die norwegische Nationalmannschaft spielt.

## Karriere
Thorsnes durchlief alle Jugendnationalmannschaften, wobei sie in einigen Jahren für mehrere Jahrgangsstufen spielte. Erste Turniererfahrung erlangte sie 2005 mit der U-21-Mannschaft beim Nordic Cup, bei dem Norwegen den fünften Platz belegte und sie in drei Spielen eingesetzt wurde. 2007 erreichte sie mit der U-19-Mannschaft das Halbfinale der U-19-EM, in dem Norwegen gegen England verlor.
Ihr erstes A-Länderspiel machte sie am 10. Mai 2006 gegen Serbien und Montenegro im Rahmen der WM-Qualifikation. Für die WM wurde sie aber nicht berücksichtigt. Beim olympischen Fußballturnier 2008 in Peking erreichte sie mit Norwegen das Viertelfinale und 2009 wurde nahm sie in Finnland an der Fußball-Europameisterschaft der Frauen 2009 teil, schied dort aber im Halbfinale aus. 2010 wurde sie in mehreren WM-Qualifikationsspielen eingesetzt, u. a. den Playoff-Spielen gegen die Ukraine. Auch 2011 wurde sie berücksichtigt und in den Kader für die WM berufen. Beim Vorrundenaus der norwegischen Mannschaft kam sie in allen drei Spielen zum Einsatz. Im letzten Spiel gegen Australien erzielte sie in der 56. Minute den 1:0-Führungstreffer für Norwegen. Mit diesem Ergebnis hätte Norwegen das Viertelfinale erreicht. Den Australierinnen gelang aber postwendend der Ausgleich, womit Norwegen wieder in Zugzwang geriet. Da es zu keinem weiteren Tor für Norwegen kam, stattdessen Australien kurz vor Schluss noch das 2:1 erzielte, schied Norwegen erstmals in einer WM-Vorrunde aus. Größere weltweite Aufmerksamkeit erreichte Thorsnes nach einem Interview beim norwegischen Fernsehsender TV 2 über eine Unterleibsverletzung, wo sie auf Grund von Nachfragen vieler besorgter Fans, anschließend ein pikantes Foto zur Beruhigung, über ihre Behandlungsmethode mit einem Eisbeutel im Slip, auf Twitter veröffentlichte.
2013 nahm sie zum zweiten Mal an der Endrunde der Fußball-Europameisterschaft der Frauen teil und wurde in allen sechs Spielen eingesetzt. Durch eine 0:1-Niederlage im Finale gegen Deutschland wurde sie Vize-Europameisterin.
Sie gehörte auch zum Kader für die WM 2015 und kam in allen vier Spielen zum Einsatz, schied mit ihrer Mannschaft aber im Achtelfinale aus.
Am 1. März 2017 machte sie beim Algarve-Cup 2017 gegen Island ihr 100. Länderspiel. Bei ihrer dritten EM-Teilnahme kam sie zu zwei Einsätzen und schied mit ihrer Mannschaft bereits nach der Gruppenphase aus.
Nach dem Ende der Saison 2017 spielte sie im Süd-Sommer 2017/18 für Canberra United in der australischen W-League und anschließend im Nord-Sommer 2018 für Utah Royals FC in der NWSL. Danach kehrte sie zurück in ihre Heimat und spielte für den Abonnementsmeister der letzten Jahre Lillestrøm SK Kvinner.
Am 2. Mai wurde sie für die WM 2019 und damit ihre dritte WM nominiert. Bei der WM hatte sie nur zwei Kurzeinsätze von insgesamt 31 Minuten. Durch eine 0:3-Niederlage gegen England im Viertelfinale schied ihre Mannschaft aus und verpasst damit auch die Olympischen Spiele 2020.
Im Dezember 2020 erhielt sie einen Zweijahresvertrag bei Vålerenga Oslo. Mit dem Verein gewann sie 2021 zum vierten Mal den norwegischen Pokal.
Beim Algarve-Cup 2022 hatte sie zwei Kurzeinsätze, danach wurde sie nicht mehr für die Nationalmannschaft nominiert.
Im November 2022 verlängerte sie ihren Vertrag bei Vålerenga um zwei Jahre und im Dezember 2024 nochmals um ein Jahr.

## Erfolge
Nationalmannschaft
- Finalist Europameisterschaft 2013
- Vier-Nationen-Turnier-Sieger 2013

Vålerenga Oslo
- Norwegischer Pokalsieger 2021

Lillestrøm SK
- Norwegischer Meister 2019

Avaldsnes IL
- Norwegischer Pokalsieger 2017

Stabæk FK
- Norwegischer Meister 2013
- Norwegischer Pokalsieger 2013

Røa IL
- Norwegischer Meister 2009, 2011
- Norwegischer PokalSieger 2010